# 1-я улица Ямского Поля
1-я у́лица Ямско́го По́ля (до XIX века — Гла́вный прое́зд Ямско́го по́ля) — улица, расположенная в Северном административном округе города Москвы на территории района Беговой.

## История
Улица является одним из проездов, возникших при застройке поля, некогда принадлежавшего Тверской ямской слободе, и первоначально называлась Гла́вный прое́зд Ямско́го по́ля. В XIX веке улица получила современное название, наряду с остальными проездами, которые были названы улицами Ямского Поля с номерными обозначениями.

## Расположение
1-я улица Ямского Поля проходит от Ленинградского проспекта вблизи Тверского путепровода на северо-восток, поворачивает на север, проходит параллельно путям Алексеевской соединительной линии, с северо-запада к улице примыкает 3-я улица Ямского Поля, 1-я улица Ямского Поля проходит до 5-й улицы Ямского Поля, за которой продолжается как Бумажный проезд. Нумерация домов начинается от Ленинградского проспекта.

## Примечательные здания и сооружения
По чётной стороне:
- 24 — жилой дом завода «Наука».
- 24 А — здание детского сада, НОУ ИРМОС, в 2005—2010 годах в здании располагался центральный штаб молодёжного движения Наши.

## Транспорт

### Автобус
- 82: от 5-й улицы Ямского Поля до Ленинградского проспекта

### Метро
- Станции метро «Белорусская» Замоскворецкой линии и «Белорусская» Кольцевой линии (соединены переходом) — южнее улицы, на площади Белорусского Вокзала

### Железнодорожный транспорт
- Белорусский вокзал — южнее улицы, на площади Белорусского Вокзала